# اورنیاک (شهرستان خایبولینسکی، باشقیرستان)
اورنیاک (انگلیسی: Urnyak, Khaybullinsky District, Republic of Bashkortostan) یک شهرک در شهرستان خایبولینسکی استان باشقیرستان کشور روسیه است.